# UP'Sound RADIO
UP'Sound RADIO（アップサウンド・レイディオ）は、2005年10月にスタートしたラジオ番組である。その後はリニューアルを繰り返し、映像配信され「UP'SOUND TV」というタイトルになっている。

## 概要
この番組は、フリーペーパー音楽情報マガジン「music UP's」と連動したものである。このフリーペーパーは、毎月20日、全国200か所のライブハウス・新星堂全店・エンタテインメントスペースのWonderGooなどで無料配布され、100を越えるアーティストのコラムを掲載していた。
しかし、2024年2月20日発行の「Vol.232」を以って休刊となった。

## 変遷

### 第1期
- 2005年10月 -
- 全国36か所のコミュニティーFMと有線放送CG-25ch「インディーズ・ステーション」（毎週日曜日 10:00 - /16:00 - /22:00 - /28:00 - ）にて放送。
- パーソナリティは、三野友華子。
- 内容は1時間の音楽番組。全国のライブハウスからの推薦バンドの紹介、ゲストを呼んでのインタビューなど。

### 第2期
- 2006年3月 - 9月
- 全国約30か所のコミュニティーFMと有線放送にて放送。
- リニューアルをして、前半30分・後半30分にわかれる。　後半のパーソナリティは、三野友華子。
- 後半の内容は30分のトーク番組。タイトルは「BLOGSTREET on Radio」。
  - 女子プロゴルファーの小池リサを迎えて、スポーツをテーマにしたトーク。
  - JJモデルの土岐田麗子を迎えて、ファッションをテーマにしたトーク。
- そして、それぞれのブログとコラボレーションし、番組での感想などをブログに書き込んでいた。また、そのブログでは、放送内容をダウンロードして聴くことができた。ブログは番組終了の後、2007年6月1日をもって閉鎖となった。
  - 三野友華子のBLOGSTREET on Radio編集記[2]
  - 女子プロゴルファー小池リサの『リサ's STREET』[3]
  - BLOGSTREET on Radio 土岐田麗子のラジオなブログ[4]

### 第3期
- 2006年9月29日 -
- 全国29か所のコミュニティーFMと有線放送にて放送。
- メイン・パーソナリティは、三野友華子。
- 内容 1時間の音楽番組に戻る。

### 第4期
映像での配信となり、タイトルが、「UP'SOUND TV」となる。
- 2006年10月23日 -
- パソコンテレビGyaO音楽ch（3ch）にて配信。
- メイン・パーソナリティは、元JUN SKY WALKER(S)（音楽バンド「ジェット機」のボーカル）の宮田JET和弥。アシスタント（進行役）は、三野友華子。
- 内容：アーティストを応援。

### 第5期
- 2007年7月1日 -
- テレビのCS放送「MUSIC ON! TV」にて放送。（毎週日曜 23:53 - 23:58、リピート：毎週火曜 24:53 - 24:58）
- パーソナリティ（声のみの出演）は、三野友華子。
- 内容 5分間の音楽番組。